# مقام سيكا
مقام السيكاه أو السيجاه من المقامات الموسيقية المشهورة وهو مقام العشاق والسيكاه جملة مركبة من كلمتين الأولى سيه بمعنى ثلاثة والثانية كاه ومعناها مقام وأول من ذكر السيكاه كدرجة هو قطب الدين محمود بن مسعود بن مصلح الشيرازي وذلك في كتابه درة التاج لغرة الديباج وقد استعمله الفارابي ولم يذكراسمه لانه كان غير معروف اسمه في عصره واستعمله صفي الدين البغدادي ولم يذكر اسمه أيضا للسبب المذكور وهو في الأصل مقام عربي ويرجع إلى العراق وسماه المسلمون الفرس. وهو المقام الصغير الصاعد المشتق من المقام الوسط. درجة بداية سلمة الاساسي (مي) سيكاه. دليل مقامة يلتقي مع دليل مقام الوسط (راست).

## علاماته
مي نصف بيمول - فا - صول - لا - سي نصف بيمول - دو - ري - مي نصف بيمول

## استمع
- مقام سيكا (لتنزيل أي ملف، اضغط رابط الملف بالزر الأيمن، ثم اختر).[2]

## أمثلة على هذا المقام
- طلع البدر علينا تراث
- سيرة الحب - أم كلثوم.
- ظلموه - عبدالحليم حافظ.
- أي دمعة حزن - عبد الحليم حافظ.
- جاروا الحبايب - وديع الصافي.
- علي طير وعلي - فيروز.
- يا نسيمات الصبا - صباح فخري.
- الله اقوى - خالد عبدالرحمن.
- أسابق الساعة - محمد عبده.
- لنا الله - محمد عبده.
- سيد اهلي - عبدالمجيد عبدالله.[3]
- هز عيونك - نبيهة كراولي - أغنية تونسية في مقام المحير سيكاه... ليست في السيكاه.